# Jean Servais Guillaume Nypels
Jean Servais Guillaume Nypels (Maastricht, 2 of 3 juli 1803 - Luik, 3 maart 1886) was een Belgisch specialist strafrecht, professor rechtsgeleerdheid aan en rector van de Universiteit van Luik en heeft een bijdrage geleverd aan een belangrijke hervorming van het Belgische Strafwetboek (1867).

## Levensloop
Jean Nypels werd in 1803 geboren in Maastricht als kind van Joannes Dominicus Nypels en Maria Ida Damen. Hij studeerde aan de Rijksuniversiteit van Leuven en werd in 1833 werd benoemd tot professor aan de rechtenfaculteit aan de Universiteit van Luik. Op 4 augustus 1834 trouwde hij met de Naamse Louise Julie Aline Borgnet in Namen.
Vanwege zijn kennis over strafrecht, werd professor Nypels in 1848 samen met professor Jacques-Joseph Haus (Universiteit Gent ) door de Belgische minister van Justitie François-Philippe de Haussy aangesteld om een commissie te leiden die belast werd om voorbereidingen van een modernisering van het strafwetboek uit te werken. Hierbij werd ingegaan op en gebruik gemaakt van de napoleontische Code Pénal.
Onderwijl, tussen 1852 en 1855, was professor Nypels rector van de Universiteit van Luik.

Uiteindelijk werd in 1867 het strafrecht hervormt op basis van het resultaat van de commissie. Deze hervorming heeft ook invloed gehad op het Nederlands Strafwetboek van 1881.
"Un principe nouveau, l’amendement des condamnés, préside désormais à la confection des lois pénales chez tous les peuples civilisés. La société ne punit plus comme autrefois pour se venger ou pour intimider par l’appareil des supplices. Une mission plus noble et plus difficile lui est imposée, elle doit chercher à réformer."  quote uit Nypels' boek 'Code Pénal Interprété' (1868).
(Vertaling: "Een nieuw beginsel, het recht der veroordeelden, is nu leidend bij het opstellen van strafwetten onder alle beschaafde volkeren. De maatschappij straft niet meer zoals welleer om zich te wreken of door te intimideren met marteltuig. Een nobelere en moeilijkere missie wordt haar opgelegd, ze moet hervorming zoeken.)
Op 82-jarige leeftijd overleed Jean Nypels in 1886 te Luik.

## Trivia
In zijn geboorteplaats Maastricht is in 1921 in de professorenhoek (waar meerdere straten zijn vernoemd naar in Maastricht geboren professoren), in de wijk Wyckerpoort vlak achter het station, een straat naar hem vernoemd.